# Pterobryella brevi-acuminata
Pterobryella brevi-acuminata är en bladmossart som beskrevs av Bescherelle 1878. Pterobryella brevi-acuminata ingår i släktet Pterobryella och familjen Pterobryaceae. Inga underarter finns listade i Catalogue of Life.